# Gmina Płośnica
Die Gmina Płośnica [pwɔɕˈɲitsa] ist eine Landgemeinde im Powiat Działdowski (deutsch Kreis Soldau) der Woiwodschaft Ermland-Masuren in Polen. Ihr Sitz ist das gleichnamige Dorf (Heinrichsdorf).

## Geographie

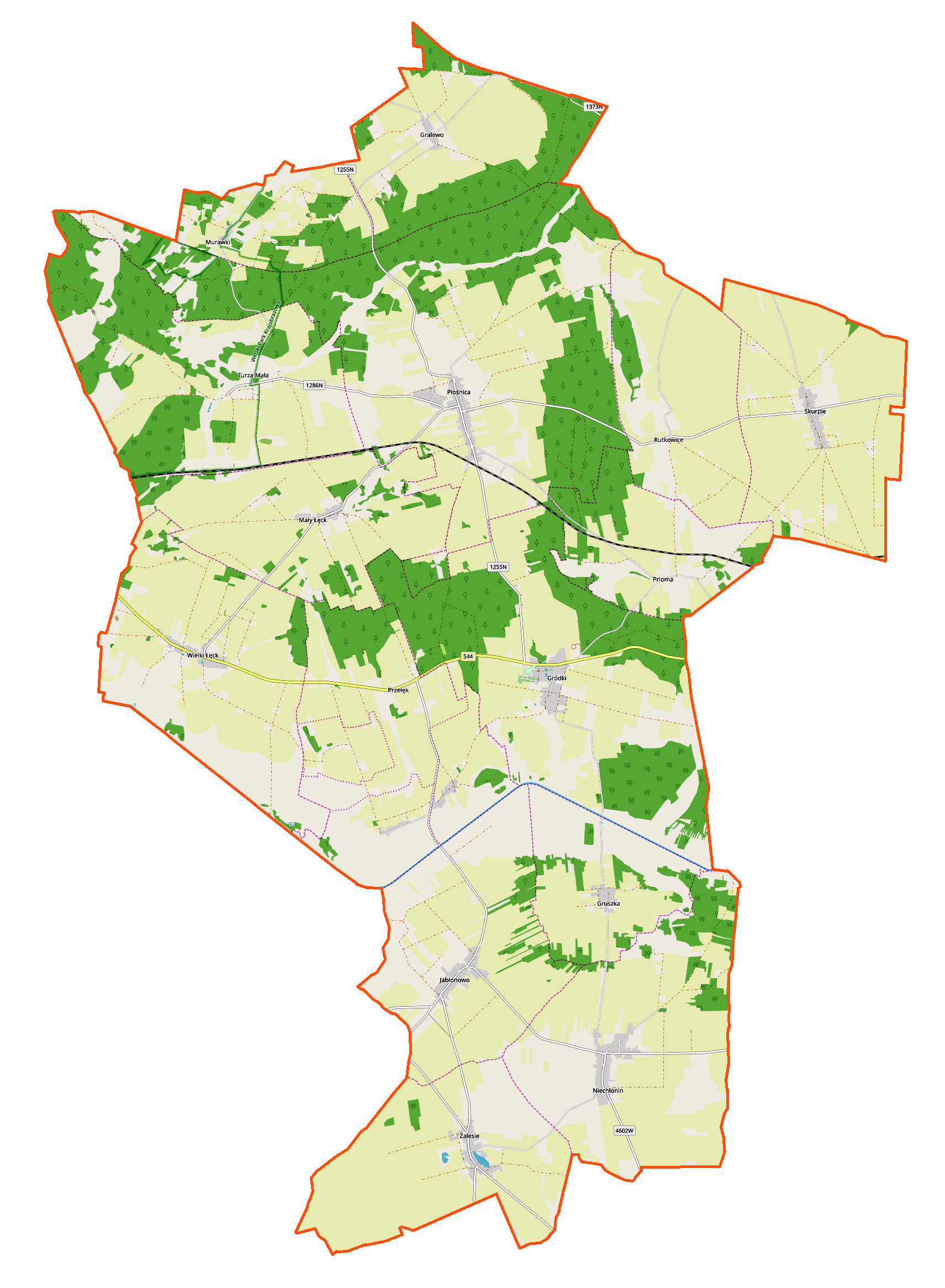
Karte der Gemeinde

Die Gemeinde liegt im Südwesten der Woiwodschaft und grenzt im Süden an die Woiwodschaft Masowien. Bis 1920 lag ihr Gebiet in Ostpreußen und grenzte an Westpreußen. Die Kreisstadt Działdowo (Soldau i. Ostpr.) liegt etwa vier Kilometer östlich. Nachbargemeinden sind Lidzbark (Lautenburg) im Westen, Rybno (Rybno, 1942 bis 1945 Rübenau) im Norden, Działdowo im Osten und im Süden in der Woiwodschaft Masowien die Gmina Kuczbork-Osada.
|  |

Auf dem Gebiet gibt es bei Zalesie zwei kleine Seen. Wichtigstes Fließgewässer ist die Działdówka (Soldau), der hier so genannte Teil der Wkra. Die Gemeinde hat eine Fläche von 163 km², die zu 73 Prozent land- und zu 18 Prozent forstwirtschaftlich genutzt werden.

## Geschichte
Das Gemeindegebiet gehört seit 1920 zu Polen. Die Landgemeinde wurde 1973 wieder gegründet, nachdem ihr Gebiet von 1954 bis 1972 in Gromadas aufgeteilt war. Von 1945 bis 1950 gehörte ihr Gebiet zur Woiwodschaft Warschau, von 1950 bis 1975 kam es zur Woiwodschaft Olsztyn und anschließend bis 1998 zur Woiwodschaft Ciechanów. Zum 1. Januar 1999 kam die Gemeinde wieder zum Powiat Działdowski und zur Woiwodschaft Ermland-Masuren, die neu gebildet wurde und in etwa dem polnischen Teil der ehemaligen Provinz Ostpreußen entspricht.

## Einwohner
Am 31. Dezember 2020 zählte die Gmina Płośnica 5540 Einwohner. Über ihre Altersstruktur gibt eine Tabelle aus dem Jahre 2014 Auskunft:

## Gliederung
Die Landgemeinde Płośnica besteht aus 15 Dörfern (deutsche Namen amtlich bis 1920/1945) mit Schulzenamt (sołectwo):

### Ortsteile/Schulzenämter
- Gralewo (Gralewo, seit 1906 Grallau)
- Gródki (Grodtken)
- Gruszka
- Jabłonowo
- Mały Łęck (Klein Lensk)
- Murawki (Murawken)
- Niechłonin
- Płośnica (Heinrichsdorf)
- Prioma (Priom)
- Przełęk (Groß Przellenk/Klein Przellenk)
- Rutkowice (Ruttkowitz)
- Skurpie (Skurpien)
- Turza Mała (Klein Tauersee)
- Wielki Łęck (Groß Lensk)
- Zalesie

### Andere Orte
Zur Gemeinde gehört auch der Weiler Mały Łęck (Osada) beim gleichnamigen Dorf.
Das frühere Dorf Prętki (Schreibersdorf) ist nicht mehr existent.

## Verkehr

### Straßen
Die Woiwodschaftsstraße DW 544 durchzieht die Gemeinde von West nach Ost. Sie führt von Brodnica (Strasburg an der Drewenz) nach Działdowo (Soldau) und weiter bis Ostrołęka (Ostrolenka). Von Nord nach Süd führt im nördlichen und mittleren Gemeindegebiet die Nebenstraße 1255N, die Dąbrówno (Gilgenburg) an der Woiwodschaftsstraße 542 mit Płośnica verbindet und weiter bis nach Gródki (Grodtken) verläuft.

### Luft
Der nächste internationale Flughafen ist Warschau, gefolgt vom Flughafen Danzig.

### Schienen
In der Nachbargemeinde Rybno (1942 bis 1945 Rübenau) befindet sich der Haltepunkt Gralewo (ehemaliger Bahnhof Grallau). Dessen dazugehöriges Dorf Gralewo allerdings gehört bereits zur Gmina Płośnica. Die Bahnstation liegt an der Bahnstrecke Warschau–Danzig. 
Eine Bahnanbindung der Gemeinde selbst besteht seit 2013 nicht mehr. Der Bahnhof Płośnica an der Bahnstrecke Działdowo–Chojnice (deutsch Soldau–Konitz) wurde 2014 geschlossen, ebenso der in Prioma (Priom) und in Pierławki (Pierlawken).